# Mohamed Diop (député)
Pour les articles homonymes, voir Mohamed Diop.
Mohamed Diop est un député et homme politique guinéen.
Ancien gouverneur de Conakry de 2009 en 2010.

## Biographie
Mohamed Diop est un ancien gouverneur de la ville de Conakry sous la transition militaire de 2009 en 2010.
Membre du Rassemblement du peuple de Guinée de l'ancien président Alpha Condé, député uninominal de la commune de Kaloum de mars 2020 au 5 septembre 2021 de la dernière législature de mars 2020. Il est membre de la commission éducation de la 9eme législative de la république de Guinée.